# Balé (Burkina Faso)
Pour les articles homonymes, voir Balé.
Les Balé sont une des 45 provinces du Burkina Faso, située dans la région de la Boucle du Mouhoun.

## Géographie

### Situation
La province est frontalière de la région des Hauts-Bassins au sud-ouest, de la région du Sud-Ouest au sud-est, de la région du Centre-Ouest à l'est et de la province du Mouhoun au nord-est.

### Nature et environnement
L'aire dite « des Deux-Balé » est généralement qualifiée de réserve de faune ou de parc national, bien qu'elle n'en ait jamais reçu le statut.

### Démographie
- 129 323 habitants (28,14 hab./km2 recensés en 1985[3],[4].
- 168 170 habitants (36,59 hab/km2) recensés en 1996[3].
- 169 543 habitants (36,89 hab/km2) estimés en 2001.
- 195 989 habitants (42,64 hab/km2) estimés en 2003[5].
- 213 897 habitants (46,54 hab/km2) recensés en 2006[3],[6].
- 236 108 habitants (52,06 hab/km2) estimés en 2010[7].
- 297 367 habitants (64,70 hab/km2) recensés en 2019[2].

### Principales localités
Ne sont listées ici que les localités de la province ayant atteint au moins 4 000 habitants dans les derniers recensements (ou estimations de source officielles). Les données détaillées par ville, secteur ou village du dernier recensement général de 2019 ne sont pas encore publiées par l'INSD (en dehors des données préliminaires par département).
| Ville ou village  | Coordonnées                 | Altitude | Population  | Population  |
| Ville ou village  | Coordonnées                 | Altitude | Est. 2003   | Rec. 2006   |
| ----------------- | --------------------------- | -------- | ----------- | ----------- |
| Boromo (ou Borom) | 11° 45′ 00″ N, 2° 56′ 00″ O | 242 m    | 11 694 hab. | 14 594 hab. |
| Ouahabou          | 11° 41′ 09″ N, 3° 05′ 58″ O |          | 5 601 hab.  | 4 730 hab.  |
| Oury              | 11° 58′ 14″ N, 3° 02′ 30″ O |          | 3 908 hab.  | 4 513 hab.  |
| Yaho              | 11° 48′ 29″ N, 3° 32′ 58″ O |          | 3 583 hab.  | 4 097 hab.  |

## Administration

### Chef-lieu et haut-commissariat
Boromo (ou Borom) est le chef-lieu de la province, administrativement dirigée par un haut-commissaire, nommé par le gouvernement et placé sous l'autorité du gouverneur de la région. Le haut-commissaire coordonne l'administration locale des préfets nommés dans chacun des départements.
| Période        | Période  | Identité                      | Fonction précédente    | Observation |
| -------------- | -------- | ----------------------------- | ---------------------- | ----------- |
| 8 juillet 2016 | En cours | Mme Ouo Bibata Bamouni/Traoré | Administratrice civile | [ 1 ]       |

| Période        | Période  | Identité          | Fonction précédente  | Observation |
| -------------- | -------- | ----------------- | -------------------- | ----------- |
| 8 juillet 2016 | En cours | M. Abdoulaye Héma | Administrateur civil | [ 1 ]       |

### Départements ou communes

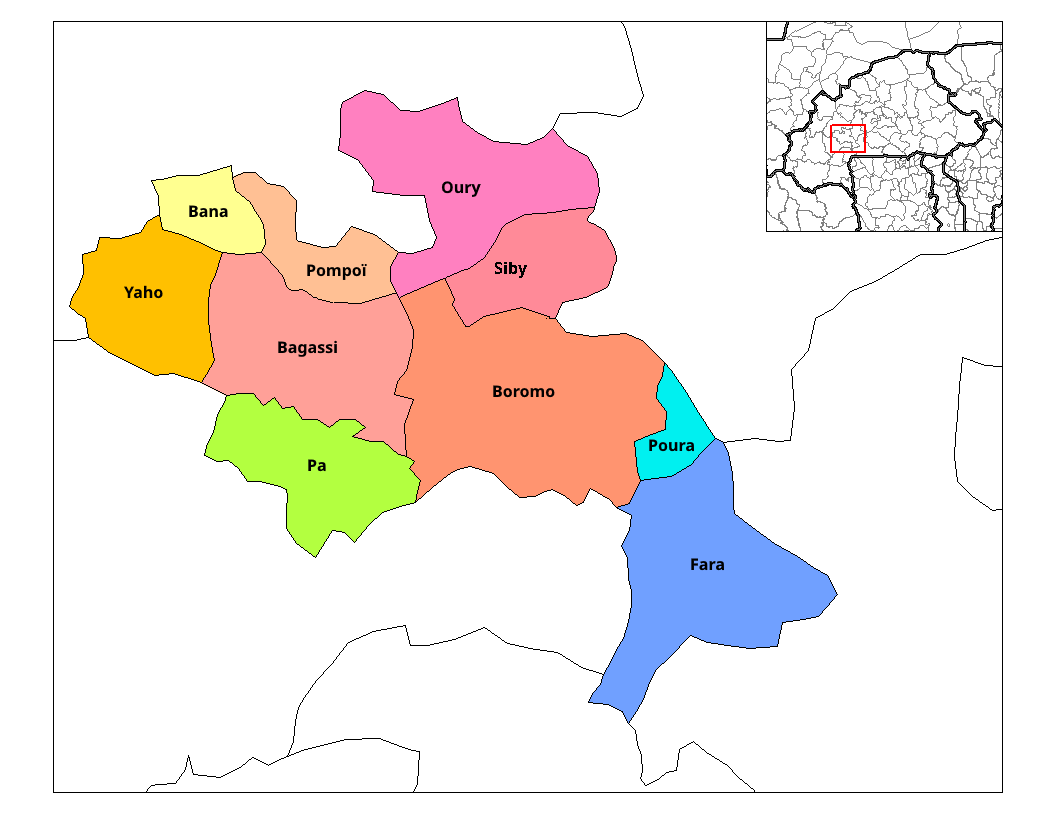
Localisation des dix départements ou communes de la province des Balé, formant également le district sanitaire de Boromo.

La province des Balé est administrativement composée de dix départements ou communes.
Neuf sont des communes rurales, Boromo est une commune urbaine dont la ville chef-lieu, subdivisée en 4 secteurs urbains, est également chef-lieu de la province (trois des neuf communes rurales, parmi les plus étendues de la province sont maintenant assez peuplées pour passer éventuellement au statut de communes urbaines, bien qu'elles soient encore composées uniquement de villages autonomes) :
| Département ou commune      | Type de commune             | Subdivisions,                        | Chef-lieu                                 | Population | Population | Population |
| Département ou commune      | Type de commune             | Subdivisions,                        | Chef-lieu                                 | Est. 2003  | Rec. 2006  | Rec. 2019  |
| --------------------------- | --------------------------- | ------------------------------------ | ----------------------------------------- | ---------- | ---------- | ---------- |
| Bagassi                     | rurale                      | 27 villages                          | Bagassi                                   | 29 316     | 33 309     | 42 402     |
| Bana                        | rurale                      | 10 villages                          | Bana                                      | 12 299     | 13 000     | 19 772     |
| Boromo                      | urbaine                     | 1 ville (4 secteurs) et 8 villages   | Boromo (ou Borom) (chef-lieu de province) | 28 983     | 29 849     | 40 228     |
| Fara                        | rurale                      | 24 villages                          | Fara                                      | 35 120     | 37 167     | 60 972     |
| Oury                        | rurale                      | 19 villages                          | Oury                                      | 24 914     | 26 805     | 35 946     |
| Pâ                          | rurale                      | 8 villages                           | Pâ                                        | 18 637     | 19 755     | 26 994     |
| Pompoï                      | rurale                      | 11 villages                          | Pompoï                                    | 10 613     | 11 032     | 14 060     |
| Poura                       | rurale                      | 8 villages                           | Poura (ou Poura-Mine)                     | 9 761      | 12 026     | 19 046     |
| Siby                        | rurale                      | 8 villages                           | Siby                                      | 12 089     | 14 047     | 18 545     |
| Yaho                        | rurale                      | 10 villages                          | Yaho                                      | 14 257     | 16 433     | 19 402     |
| 10 départements ou communes | 10 départements ou communes | 1 ville (4 secteurs) et 133 villages | Total                                     | 195 989    | 213 423    | 297 367    |

## Transports
C'est une province occidentale dont la ville chef-lieu, Boromo, se trouve à 150 km de Ouagadougou par la route nationale 1, à mi-chemin de Bobo-Dioulasso.

## Santé et éducation
Les dix communes de la province forment le district sanitaire de Boromo au sein de la région.